# Ismail Sabri Yaakob
Dette er et malayisk navn. Der er ikke noget efternavn. Navnet Yaakob er et patronym, og personen bør omtales med sit fornavn, Ismail Sabri
Ismail Sabri bin Yaakob (født 18. januar 1960) er en malaysisk politiker der har været Malaysias premierminister siden august 2021. Han har været medlem af det nationale parlament siden 2004 og er næstformand for partiet United Malays National Organisation (UMNO) som indgår i koalitionen Barisan Nasional (BN) der igen samarbejder med koalitionen Perikatan Nasional (PN). Ismail Sabri var vicepremierminister fra juli 2021 i 40 dage før han blev premierminister, og han havde ministerposter i flere regeringer i perioden fra 2008 til 2021. Som et resultat af den malaysiske politiske krise 2020-21 blev han formelt udnævnt til premierminister den 21. august 2021 efter sin forgænger Muhyiddin Yassins fratrædelse.
Ismail Sabri var minister i flere regeringer ledet af BN-koalitionen fra marts 2008 til dets valgnederlag i 2018, herunder minister for landdistrikter og regional udvikling, minister for landbrug og landbrugsindustri, minister for indenrigshandel, kooperativer og forbrug, og minister for unge og sport. Han var leder af oppositionen under regeringen ledet af Pakatan Harapan-koalitionen (PH) fra marts 2019 til dens kollaps i februar 2020 midt i den malaysiske politiske krise i 2020.
I PN-regeringen blev han udnævnt til seniorminister med ansvar for sikkerhed fra marts 2020 til sin forfremmelse til vicepremierministerposten i juli 2021, hvor han stod for landets reaktion på COVID-19-pandemien. Han ledte en fraktion af sit parti UMNO der fortsatte med at støtte premierminister Muhyiddin Yassin i juni 2021, da partiet trak sin støtte tilbage på grund af regeringens håndtering af pandemien. Da dette kulminerede i regeringens sammenbrud og Muhyiddins fratrædelse, indledte han med succes forhandlinger om at blive premierminister i august 2021 efter at have opnået støtte fra de fleste parlamentsmedlemmer.
Ismail Sabri har haft kontroverser på grund af sine kommentarer til støtte for forrang til etniske malayer i Malaysia.

## Privatliv
Ismail Sabri blev født i Temerloh i delstaten Pahang, Malaysia og opvokset som søn af en landmand. Han er uddannet jurist fra University of Malaya i 1980. I 1985 blev han advokat. Han har været gift siden i 1986 og har fire børn.